# SU-1
SU-1 – radzieckie samobieżne działo piechoty wykorzystujące podwozie czołgu T-26.
W 1932 roku w zakładach Bolszewik i Krasnyj Putiłowiec w Leningradzie skonstruowano działo samobieżne przeznaczone do współpracy z czołgami T-26. Na pozbawionym wieży podwoziu T-26 umieszczono nadbudówkę w zamocowanym 76,2 mm działem piechoty wz. 27. Dodatkowym uzbrojeniem pojazdu miały być prawdopodobnie dwa karabiny maszynowe DT. Prototypowy pojazd był prezentowany podczas kilku defilad, ale produkcji seryjnej nie rozpoczęto. Prawdopodobnymi przyczynami podjęcie takiej decyzji były wady pojazdu (mały kąt ostrzału działa, nieprzydatność krótkolufowej armaty do zwalczania czołgów) i brak odpowiedniej ilości podwozi czołgów T-26.